# Полтавский маслоэкстракционный завод
Полтавский маслоэкстракционный завод (укр. Полтавський олійноекстракційний завод) — предприятие в Киевском районе города Полтава, один из крупнейших производителей подсолнечного масла на территории Украины.

## История

### 1931—1991
Полтавский масложировой комбинат был построен и введён в эксплуатацию в 1931 году, и в довоенный период входил в число передовых предприятий пищевой промышленности СССР (производственные мощности позволяли перерабатывать 150 тонн семян подсолнечника в сутки).
Во время Великой Отечественной войны комбинат был полностью разрушен, однако уже в конце 1943 года началось восстановление предприятия и в 1945 году была получена первая продукция. Одновременно с восстановлением старого предприятия шло строительство нового масложиркомбината, который начал производство подсолнечного масла в начале ноября 1947 года.
После окончания строительства нового масложиркомбината (производственной мощностью 14 тысяч тонн подсолнечного масла в год) старое предприятие было демонтировано. Новый масложиркомбинат вошёл в число крупнейших предприятий пищевой промышленности Полтавской области.
В последующие годы было проведено техническое перевооружение предприятия, увеличившее в три раза производственные мощности. Кроме того, Полтавский маслозавод стал первым предприятием СССР, освоившим производство рафинированного кукурузного масла.
В 1971 году комбинат был награждён орденом Трудового Красного Знамени.
В 1981 году Полтавский масложиркомбинат был переоснащён новым оборудованием (что позволило увеличить производительность до 180—190 тонн подсолнечного масла и 12 тонн рафинированного кукурузного масла в сутки) и получил новое наименование: «Полтавский маслоэкстракционный завод».
13-й пятилетний план развития народного хозяйства СССР (1991—1995) предусматривал дальнейшее расширение производства, замену технологического оборудования завода и строительство на заводской территории дополнительного элеватора для семян подсолнечника.

### После 1991
В 1990-х годах завод был преобразован в акционерное общество.
В 2002 году Полтавский маслоэкстракционный завод купила агропромышленная компания «Kernel».
2013 год завод закончил с чистой прибылью 1,219 млн. гривен.
По состоянию на начало 2014 года, завод специализировался на переработке семян подсолнечника и входил в перечень ведущих промышленных предприятий Полтавы.
2014 год завод закончил с убытком 112,345 млн гривен.
2015 год завод завершил с убытком 110,7 млн гривен.